# Philippe Entremont

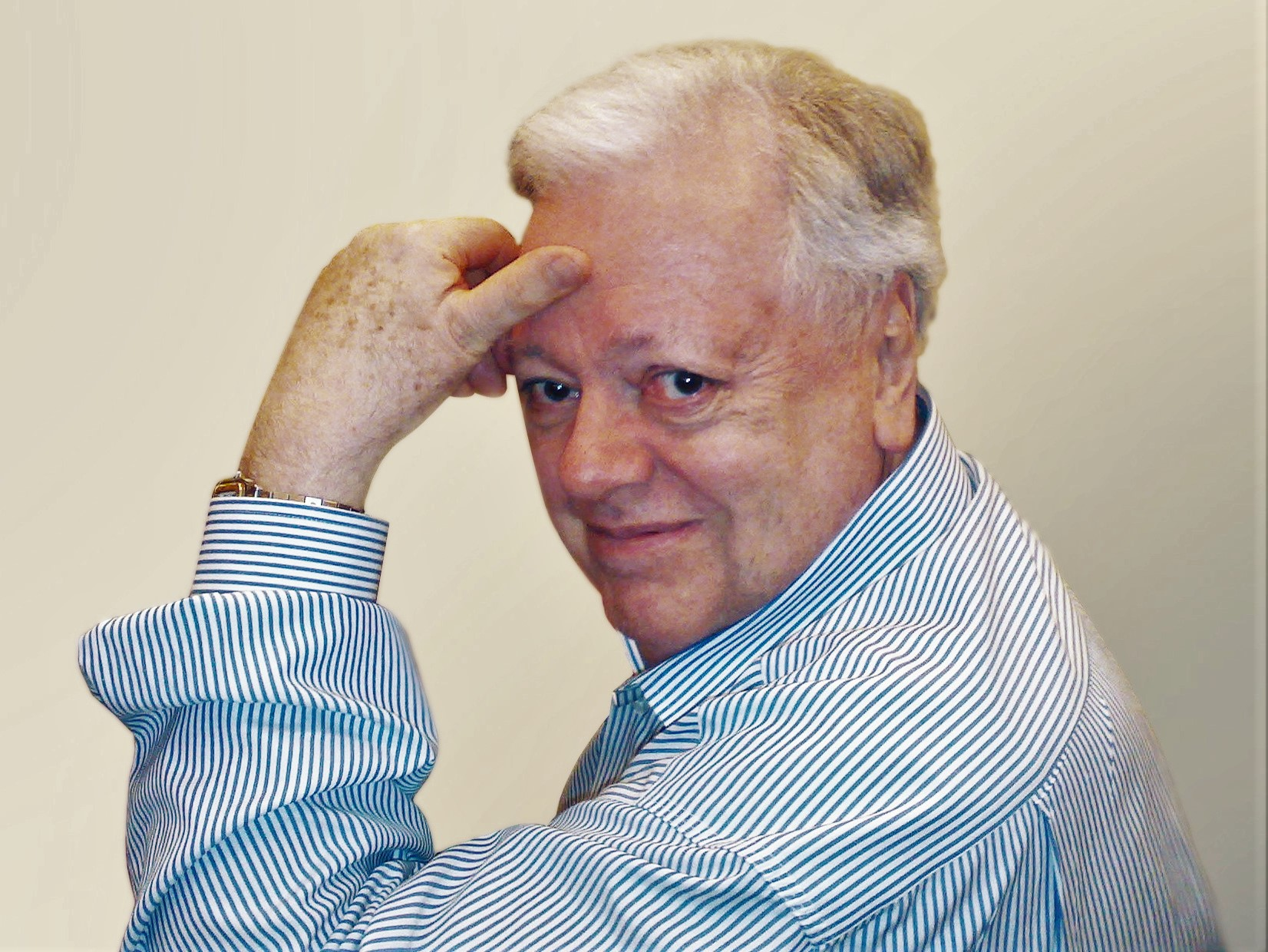
Philippe Entremont (2008)

Philippe Henri Jean Émile Léon Entremont (* 7. Juni 1934 in Reims) ist ein französischer Pianist, Dirigent und Musikpädagoge.

## Leben
Philippe Entremont ist der Sohn eines Operndirigenten und einer Pianistin. Nachdem ihm seine Mutter den ersten Klavierunterricht erteilt hatte, lernte er bei Marguerite Long und Jean Doyen. Er besuchte bereits im Alter von 12 Jahren das Pariser Konservatorium und debütierte als 16-Jähriger in Barcelona. Das war der Auftakt zu zahlreichen Konzertreisen in Europa und in den Vereinigten Staaten. In den 1970er-Jahren begann seine Karriere als Dirigent. Von 1976 bis 1991 leitete er das Wiener Kammerorchester als Chefdirigent. Später dirigierte er zahlreiche international renommierte Orchester in den Vereinigten Staaten und in Europa. Seit 1991 ist er Ehrendirigent des Wiener KammerOrchesters auf Lebenszeit. Seit der Konzertsaison 2004/2005 ist er Erster Gastdirigent der Münchner Symphoniker.
Philippe Entremont ist auch als Musikpädagoge tätig. Er war von 1972 bis 1979 Direktor der Ravel-Akademie in Saint-Jean-de-Luz in Südfrankreich. Zurzeit leitet er das Amerikanische Konservatorium in Fontainebleau.
Er war 1990, 1995 und 2005 Jurymitglied beim Santander Paloma O’Shea Klavierwettbewerbs.

## Ehrungen
- Offizier der Ehrenlegion
- Ordre des Arts et des Lettres, Commandeur